# 크로르
크로르(영어: Crore, /krɔːr/, 약자 cr)는 인도에서 사용하는 숫자 단위로, 천만 (10,000,000 / 10 7)을 뜻한다. 1크로르는 100라크와 같다. 현지에서 큰 수를 표기할 때에는 숫자 0을 2개, 2개, 3개씩 묶으므로, 크로르는 1,00,00,000으로 표기한다. (1라크는 1,00,000으로 표기).
인도 뿐만 아니라 남아시아 국가(아프가니스탄, 방글라데시, 부탄, 미얀마, 네팔, 파키스탄)에서도 널리 쓰이는 단위로서 공식 단위로도 표기된다. 인도 영어, 방글라데시 영어, 파키스탄 영어에서도 쉽게 들을 수 있는 단위다.

## 화폐
인도, 네팔, 파키스탄, 방글라데시에서는 큰 액수의 돈을 크로르로 바꿔 표기하는 경우가 잦다. 예를 들어 150,000,000루피 (1억 5천만 루피)는 '15크로레 루피'라 읽고, 글로 쓸 때에는 '₹ 15 crore' 로 쓴다. 다만 후자의 경우 '₹ 15 cr'로 줄여 쓰는 것이 일반적이다.
액수가 조 단위 (1,000,000,000) 일 경우에는 '라크 크로레' (lakh crore)라고도 쓴다. 예를 들어 1조 루피는 다음과 같이 쓸 수 있다.
- 1 라크 크로르 루피 (읽을 때)
- ₹ 1  lakh crore
- ₹ 105+7
- ₹ 1012
- ₹ 10,00,00,00,00,000 (인도 표기법)
- ₹ 1,000,000,000,000 (일반 표기법)

크로레라는 말 자체는 프라크리트어 단어 '크로디' (kroḍi )에서 파생된 단어로, 이는 곧 산스크리트어의 '코티' (koṭi )에서 유래했다. '코티'는 인도 기수법에서 천만을 뜻한다. 참고로 인도 기수법에서는 10 0 에서 10 19 단위까지 각각의 단위에 대해 명칭이 붙어 있다.
크로레는 인도의 각 지역에서 여러 명칭으로 알려져 있다.

## 같이 보기
- 발리우드 100크로르 클럽 - 인도 발리우드 영화에서 천만 관객처럼 쓰이는 흥행지수
- 헤브도
- 카운 바네가 크로르파티
- 라크 (100,000)
- 미리아드 (10,000)
- 큰 수의 이름
- 네팔 루피